# 基礎体温

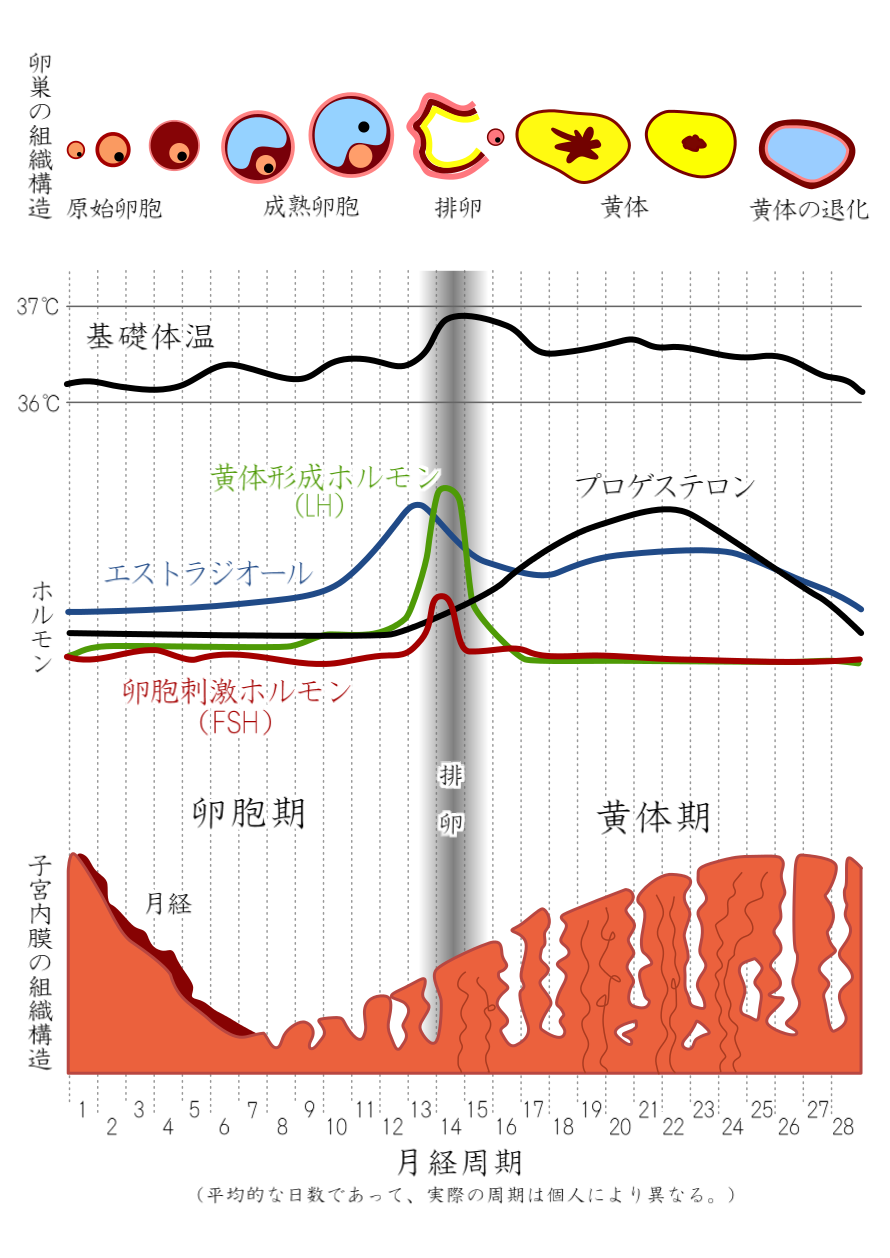
月経周期における卵巣・基礎体温・ホルモン分泌・子宮内膜などの変化

基礎体温（きそたいおん）とは、恒温動物において、活動による体温変化などの要因を排除し、生命維持に必要な最小限のエネルギーしか消費していない安静状態で測定した体温のことである。

## 人間
基礎体温は、女性では排卵サイクルとの関連が深い。そのため、妊娠希望の夫婦が性交のタイミングをとる目安、非妊娠希望者の避妊の参考、月経不順の原因分析や経過観察など、さまざまな目的で利用される。
具体的な測定は、十分な睡眠をとった起床直後、布団に寝たままの状態で、口（舌下）において目盛りの細かい（デシタル表示のものでは小数点第二位まで表示する）基礎体温用の体温計（婦人体温計）で行う。計測した毎朝の基礎体温は、グラフにして記録する。

### 月経周期と基礎体温
正常な排卵が行われている健康な女性では、基礎体温は、月経周期内で「低温期」と「高温期」に分かれた二相性になる。
卵胞期
生理開始～排卵までの間。基礎体温は低温相を示す。次の排卵のための卵胞が卵巣内で育っていき、子宮内膜を厚くするための卵胞ホルモン（エストロゲン）が分泌される。低温期が続く日数は、各人の月経周期の長さによって異なる。
排卵期
排卵を境に、基礎体温は約0.3〜0.5゜C上昇し、低温相から高温相へと移行する。
黄体期
排卵後～次の月経開始までの間。基礎体温は高温相を示す。正常なら、月経周期の長さの個人差にかかわらず、誰でも約2週間。排卵後の卵巣で卵胞が黄体へと変化し、子宮内膜を成熟させて妊娠に適した状態を維持する黄体ホルモン（プロゲステロン）が分泌され、これが基礎体温の高温相をもたらす。妊娠が成立すればそのまま黄体ホルモンの分泌が維持されて高温相が続くが、妊娠しなければ黄体の寿命が尽きたところで子宮内膜が剥がれ落ちて月経が開始し、それとともに基礎体温も下がる。

### 排卵日の推定
上記のしくみを利用して、妊娠あるいは避妊のために排卵日を知る参考とすることができる。
妊娠目的
普段の月経周期より推測して排卵期が近づいていると思われる時期から、基礎体温が高温期に移行し排卵が終わったと確認できるまでの期間に特に性交を持っていけば、妊娠の可能性が高まる。なお、一般に「低温期の終わりでガクンと体温の下がった日（陥落日）が排卵日」と認識している人も多いが、陥落日は誰にでも必ず現れるとは限らず、また、現れても排卵日と一致しているかどうかは分からない。実際には、排卵は低温期の終わり頃の数日〜高温期に入った直後くらいまでのどこかで行われていて、推定にはある程度の幅を伴い、便宜的には一番可能性の高い「低温期の最後の日（=高温期に入る前日）」を排卵日とみなす。基礎体温からは排卵した事後にしか排卵日の情報が得られないため、事前の排卵予測には、排卵検査薬や頚管粘液法などの併用が有効。
避妊目的
高温相が4日以上続いて、完全に排卵期が終わってしまったと確認できた後〜次の月経開始までの約10日間ほどが、俗に言われる「安全日」に当たる。ただし、風邪や測定ミスなどで高温期に入ったと思っていたのが実際には違っていたり、まれに黄体期にも重ねて排卵が起きてしまうケースもあるので、要注意。

### 妊娠時の基礎体温
妊娠確定前
排卵後、妊娠しなければ黄体の寿命が尽きて12〜16日ほどで月経が始まるが、妊娠が成立すると絨毛から分泌されるhCGが黄体の分解を防いで寿命を伸ばし、子宮内膜を保って着床状態を維持するために黄体ホルモンの分泌を継続する。そのため、妊娠した場合には、通常より長く高温期が続く。高温期が18日以上続いたあたりから妊娠の可能性を考えはじめ、妊娠検査をしてみるとよい。なお、着床してhCGの刺激により黄体ホルモンの分泌が活発化した排卵１週間後以降くらいから、基礎体温の高温相がさらに高めの値へと上昇していく人もいるが、こうした現象が見られるかどうかは個人差であり、基礎体温による妊娠の推定はあくまで高温期の「高さ」ではなく「長さ」で行うものである。
妊娠確定後
妊娠初期における基礎体温の異常な低下は、流産の兆候等の察知に役立つ場合もある。もっとも、日々の変動で低めの値を示す時もあったり、個人差で安定期よりかなり早めに基礎体温の低下が始まる人もいたりするので、必ずしも基礎体温が下がったからといって危険な状態を意味するとは限らない。
妊娠中期
胎盤が完成して安定期に入る頃になると、通常、徐々にまた基礎体温は下がってきている。以後、出産後の（有排卵）月経が再開するまでは、一相性のようなはっきりしない推移が続く。

### 基礎体温の異常と不妊・月経異常
基礎体温は、ホルモン分泌の乱れを原因とする生理不順・不妊・機能性不正出血などの原因推定に役立つ場合がある。
無排卵月経
無排卵に陥ると、無月経や稀発月経になったりするほか、短い周期で頻発月経を繰り返したり、これらの周期をランダムに繰り返したりする場合がある。また、ホルモンサイクルの区切りがはっきりしないため、少量の月経がなかなか終わらなかったり、長期間だらだら続く不正出血を起こすこともある。ただし、無排卵でも一見 順調な月経であるかのように定期的な出血が訪れるケースもあり、基礎体温を測ってみて初めて無排卵だったと判明する人もいる。
- 高温期がなく低温期のみの、平坦な一相性のグラフ
- ギザギザが大きく、連続した明確な高温相は読み取れないグラフ

黄体機能不全
低温期の日数は月経周期の長さによって個人差があるが、高温期すなわち排卵〜次の月経までの日数は正常なら誰でもほぼ正確に14日(±2日)で、高温期がしっかり持続していないのは黄体ホルモンの分泌が不十分な表れであり、頻発月経や着床困難による不妊の原因になったりする可能性がある。
- 高温期が短い（10日未満）
- 高温期の途中でガクンと下がってしまう谷間がある
- 高温期の上がり始めが鈍く日数がかかったり、月経のだいぶ前から下がり始めたりする
- 高温期と低温期の差が小さい（0.3℃未満）

持続黄体依存症
非妊娠時に何故か通常より黄体の寿命が伸び、なかなか月経が始まらない現象。今のところ、原因等の詳細は不明。
- 妊娠していないのに、高温期が長く続いている（18日以上）

黄体化未破裂卵胞（LUF）
黄体化非破裂卵胞、黄体化無排卵卵胞症候群（LUFS）とも。通常、基礎体温で高温期に移行すれば排卵が行われたと判断できるが、ときに無排卵のまま不完全に黄体化した卵胞から黄体ホルモンが分泌され、あたかも排卵済みのような様相を呈することがある。実際には排卵されていないので当然ながら妊娠は期待できず、このような状態の見極めは、産婦人科でのエコー画像による診断を要する。正常な排卵後に比べると黄体化が弱めで、基礎体温に黄体機能不全と同様の特徴が見られる場合もしばしばある。

### 測定・利用にあたっての注意
- 準備
  - 測定には、専用の基礎体温計（婦人体温計）を用いること。微妙な範囲での変化を観察するので、一般の体温計では目盛りが大雑把すぎる（一般のものは小数点以下1けた（何分）、婦人用は小数点以下2けた（何厘）まである。また一般のものは大半が腋下用（日本国内の主流）なのに対し婦人用は舌下用となっている点も異なる）。
  - 基礎体温表は、薬局で販売されている専用ノートやダウンロード可能なウェブサイトなど、標準化された形式が提供されており、特に婦人科医に見せる際は、それに記録しておくと便利。自分のみでの利用は、数ヶ月のデータ蓄積やグラフ表示が可能な電子婦人体温計もある。

- 測定・記録方法
  - 婦人体温計は、寝る前に枕元のすぐ手が届く場所へ用意しておく。直射日光や冬の冷気で、体温計の先が温まっていたり冷えていたりすると、咥えた時に口の中の温度が変わって正確に測定できないことがあるので注意。
  - 婦人体温計を口に咥える際は、舌下のやや奥中央についている膜（舌小帯）の左右どちらかに当てて固定し、グラグラ動かないようにする。
  - 最低でも4時間程度以上の睡眠の後でないと、起きている間の活動による体温変動の影響が残っていて、正確な数値が出ない。人間の体温は一日のうちの時間帯によっても自然の上下があるので、できれば毎日同じ時間帯に測定して比較するのが望ましいが、徹夜で起きている最中に測るのは無意味であり、夜勤などがある人は、朝にこだわらず、まとまった睡眠の後に計測すること。
  - もし毎日、起床直後に体温を測定することができない場合には、代替として就寝前に安静な状態で測定する方法もある。その場合、30分前後安静な状態を保つのが望ましい。
  - 普段と起床時間帯が異なったり、風邪等の体調要因で体温に影響を与えていると思われる日は、備考欄にその旨のメモを残す。測り忘れた日は、そのままグラフを1マスとばす。あまり日々の動きの細部にとらわれず、グラフ全体としての傾向を見ること。

- データの読解
  - 始めて間もないうちは測定方法の不慣れなどから数値が安定しないことも多く、低温期・高温期の見極めが出来るようになるには、2〜3周期続けてからでないと難しい場合が多い。
  - 低温期・高温期はその周期内の相対的な落差から判断するものであり、思いつきで一日や二日測ってみただけの絶対値からは分からない。高温期に入ったと言える温度は各人で異なり、また季節によっても多少の変動は見られるので、基礎体温ノートで36.70゜Cに赤線が描かれていたりするのは目安に過ぎない。起きている時に脇の下で測る通常の体温とは基準が異なるので、その平熱と比較して高い・低いを云々するのは無意味である。
  - 黄体ホルモン剤やピル（卵胞ホルモン・黄体ホルモン混合剤）の服用時には、排卵後でなくても高温相が現れたり、グラフがガタガタになったりして、有用な情報は得られない。黄体ホルモン剤による影響の基礎体温への現れ方は、自身が分泌している天然の黄体ホルモンと同様になるとは限らず、基礎体温から薬効の有無やすり抜け排卵を確かめる当てにはならない。